# ARS Arquitectos
Oficina ARS Arquitectos, também conhecido por Oficina ARS ou Arquitectos Reunidos, é a designação de um gabinete português de arquitectura e design gráfico que existiu entre 1930 e 1958 no Porto. Criado pelos arquitectos Fortunato Cabral, Morais Soares e Cunha Leão, a maioria da sua obra construída concentra-se na região norte de Portugal. O termo ARS não constitui uma sigla ou acrónimo, mas corresponde à palavra latina ars, que significa arte.

## Fundadores

### Fortunato Cabral
António Fortunato de Matos Cabral (Porto, 28 de março de 1903 - 1978) era o filho mais velho e um de 22 filhos de Fortunato António de Matos Cabral, guarda real, e Maria dos Prazeres de Matos Cabral, doméstica. Estudou no Colégio de Montariol, em Braga, e no Colégio Franciscano de Santo António em Tui, na Galiza, e antes de estudar arquitectura, trabalha na companhia H. Vaultier. Completou o curso de Arquitectura na Escola de Belas-Artes do Porto (EBAP) entre 1921 e 1935, tendo apresentado no Concurso para a Obtenção do Diploma de Arquitecto (CODA) em 1941, o trabalho Matozinhos Mercado Municipal, Betão Armado, no qual obteve o diploma com 16 valores.Participa em 1948 no I Congresso Nacional de Arquitectura como orador, com o tema Do arquitecto e dos críticos - Da arquitectura e da crítica. Depois do fim da sociedade ARS Arquitectos, continua a actividade no gabinete entre 1950 e meados da década de 1970.

### Morais Soares
Mário Cândido de Morais Soares (Chaves, 31 de outubro de 1908 - 1975), era filho de Joaquim Maria de Morais Soares, sócio gerente das Águas Campilho e Maria de Jesus Faria. Completou a educação primária em Vidago e liceal no Liceu da Póvoa de Varzim e no Instituto Comercial do Porto. Iniciou o curso de Arquitectura na EBAP em 1926, e completa os primeiros dois anos em segredo da família que desaprovava de uma carreira nas artes. Em 1954, abandona a sociedade ARS Arquitectos e continua a sua actividade num gabinete a título próprio. Apresenta no CODA o projecto de uma casa de chá em Amarante, pelo qual obtém a classificação de 18 valores, em 1955. É processado em tribunal pelos seus ex-colaboradores, num caso que dura dois anos.

### Cunha Leão
Fernando Manuel Correia da Silva da Cunha Leão (Paredes, 21 de julho de 1909 - Porto, 9 de setembro de1990). Era o segundo de seis filhos de Francisco da Cunha Leão Sobrinho, industrial de Leiria e de Maria Alice Correia da Silva Leão. Frequentou o Colégio Jesuíta do Convento de La Guardia, na Galiza, e ingressou na EBAP em 1926. Apesar de inicialmente querer tirar o curso de Pintura, acabou por inscrever-se no de Arquitectura. Obteve o seu diploma do CODA em 1941, com 17 valores, com o projecto do Edifício dos Paços do Concelho de Paredes, que seria construído em 1943 no Parque José Guilherme. Casa em 10 de março de 1937 na capela de Nossa Senhora de Fátima (um projecto ARS Arquitectos) com Elvira Guilhermina de Sousa Loureiro, professora; juntos tiveram quatro filhos. Participa em 1948 no I Congresso Nacional de Arquitectura como orador, com o tema Correcções ao regulamento dos honorários dos arquitectos. Depois de Morais Soares sair da sociedade, continua a exercer funções na ARS Arquitectos até à sua dissolução em 1958. Inscreve-se então no curso de História da Faculdade de Letras da Universidade do Porto, e torna-se professor, profissão que exerce até à data da sua morte.

### Adalberto Sampaio
Adalberto Sampaio (Porto, 1910 - 1998)
É fundador em 1926 do grupo Organizações Arta, e principal impulsionador da criação do ARS enquanto atelier artístico.  Enquanto colaborador da ARS é o autor do vitral da fachada principal e dos janelos do altar-mor da Igreja de Nossa Senhora de Fátima, e do design gráfico para várias publicações (assinadas como ARS).  A nome pessoal, produz capas para o Magazine Civilização. A partir de 1938 é comentador gráfico desportivo no jornal O Primeiro de Janeiro, no qual trabalha durante cerca de 50 anos. Contribui ainda para os jornais O Norte Desportivo, Jornal de Notícias, Fradique e outros.

## Origem

### Grupo Mais Além
Enquanto estudantes da EBAP, os quatro fundadores integram o Grupo Mais Além (ou + Além), juntamente com Dominguez Alvarez, Ventura Porfírio, Adalberto Sampaio, Américo Soares Braga, Arménio Losa, Laura Costa e Januário Godinho, entre outros.

### Oficinas Ars
Fundam em 1929 o gabinete originalmente denominado de Oficinas ARS por incentivo do pintor Adalberto Sampaio, que integra o grupo original, bem como Arménio Losa e talvez Cassiano Barbosa. O gabinete dedica-se durante os anos de formação dos seus sócios a artes gráficas, fabricando caixas, rótulos, calendários e outros, para clientes que incluíam a Triunfo, a Bial, a Bayer, e a Citroën.  Produzem capas de livros para Abílio Campos Monteiro, Augusto Pires de Lima, Hipólito Raposo, e Eugénio de Belonôr. Colaboradores incluem: Agostinho Ricca, Fernando Monteiro, António Neves, Fernando Campos, António Bandeira, Pinto dos Reis, Bento D'Almeida e Silva Moreira.
O gabinete ocupava o 3.º andar do número 54 da Avenida dos Aliados, e partilhava o edifício com outros profissionais e organizações notáveis, como Januário Godinho, a Escola Nacional de Desenho e a Sociedade de Engenharia de Obras Públicas e Cimento Armado - OPCA. Em 1944, a secção regional do norte do Sindicato Nacional dos Arquitectos terá tido a sua sede no escritório ARS.
Quando Adalberto Sampaio deixa a ARS por um lugar permanente no jornal O Primeiro de Janeiro, em 1938, os três sócios restantes mudam o nome do gabinete para ARS Arquitectos e dedicam-se inteiramente à prática de Arquitectura.

## Obras
- 1933-1935 - Igreja de Nossa Senhora de Fátima, Porto
- 1936-1953 - Mercado municipal de Matosinhos[13]
- 1943-1963 - Igreja de Santa Marinha de Crestuma
- 1946-1950 - Palácio Atlântico e Praça D. João I, Porto
- 1949-1952 - Mercado do Bom Sucesso, Porto
- 1950 - Edifício de escritórios da fábrica Oliva, São João da Madeira
- 1942-1955 - Seminário de Santa Joana Princesa, em Aveiro[14]

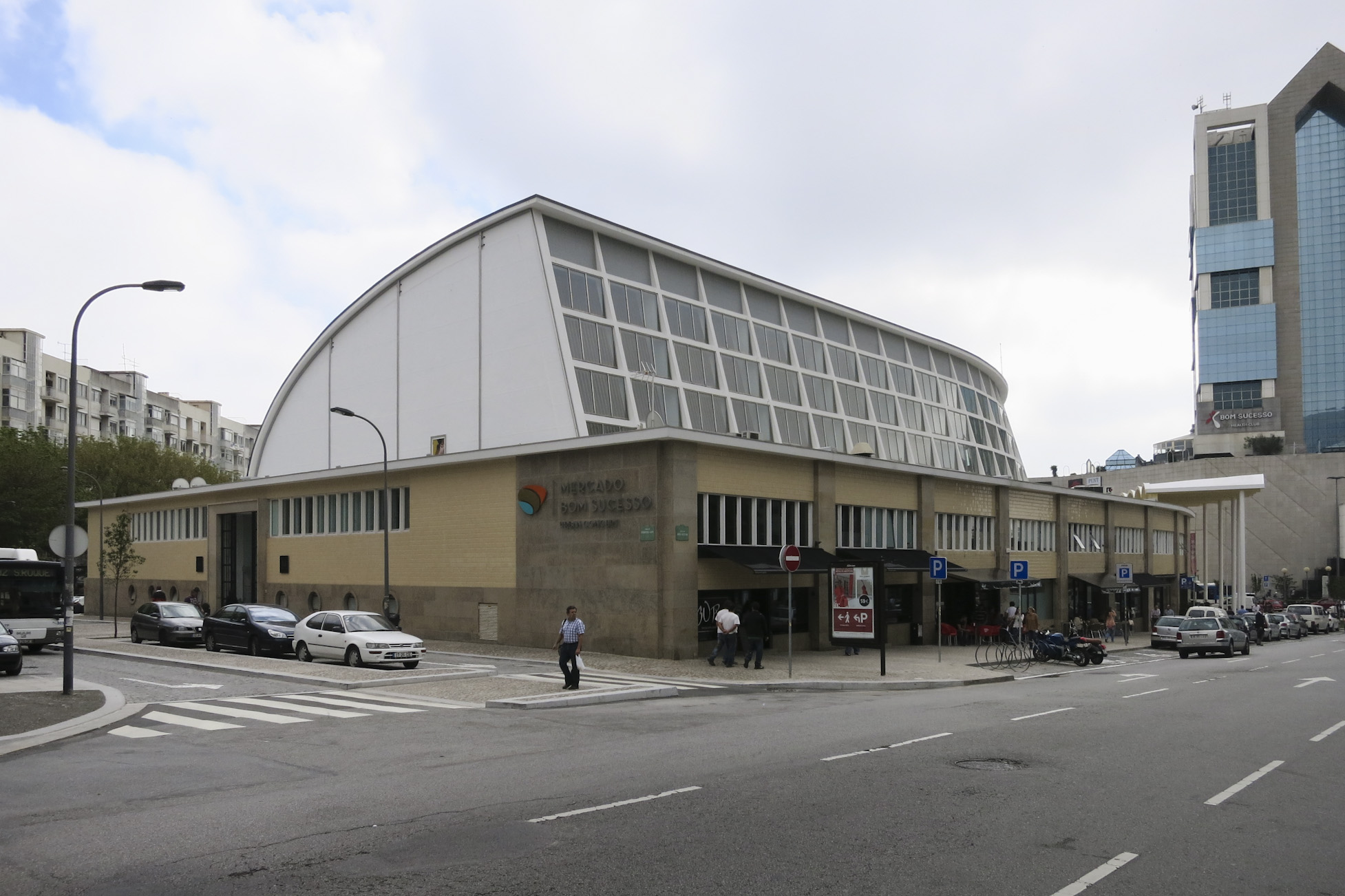
Mercado do Bom Sucesso, 2013
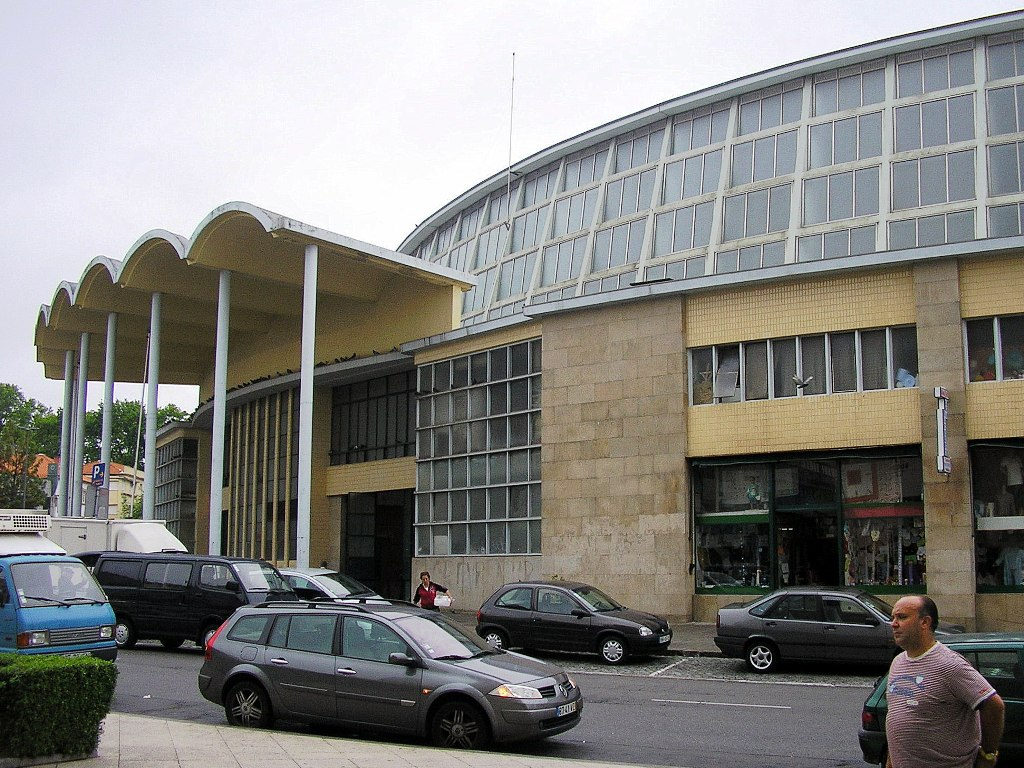
Mercado do Bom Sucesso, 2009
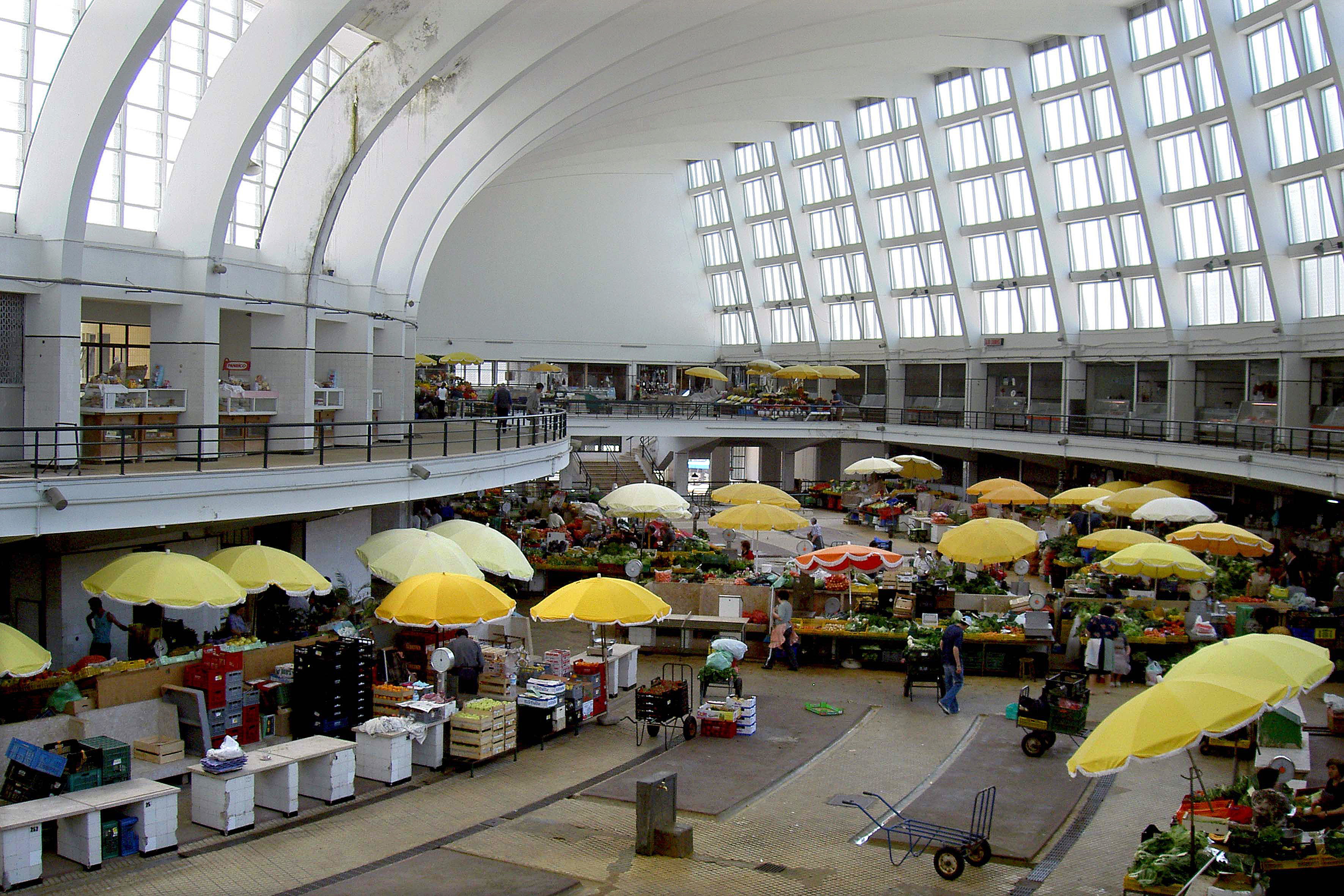
Mercado do Bom Sucesso
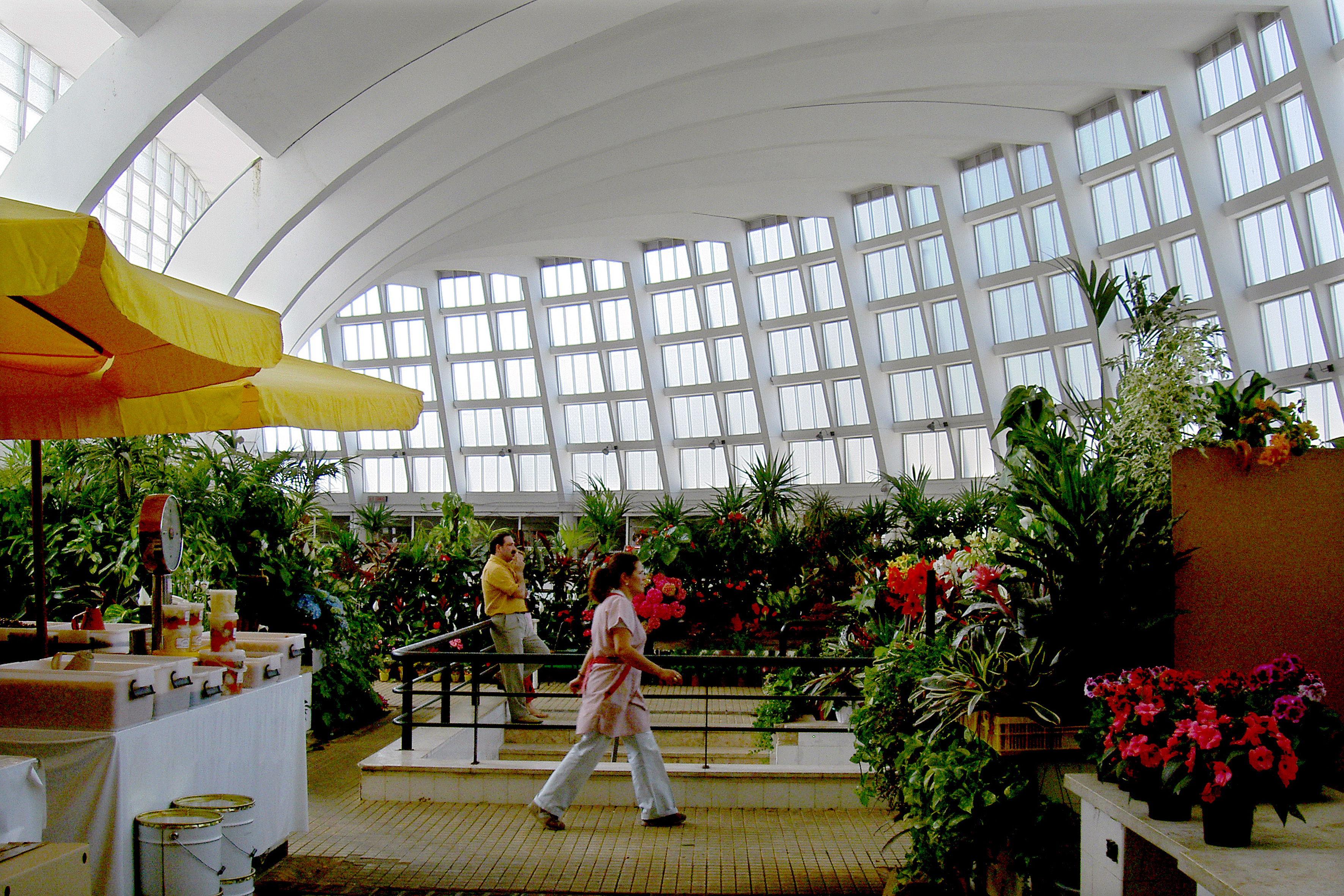
Mercado do Bom Sucesso